# 岚角山街道
岚角山街道，原为岚角山镇，是中华人民共和国湖南省永州市冷水滩区下辖的一个乡镇级行政单位。2015年11月16日，岚角山镇与曲河街道成建制合并设立曲河街道。2016年2月29日，从曲河街道析出，设置岚角山街道。

## 行政区划
岚角山街道下辖以下地区：
文化路社区、建设路社区、镇南社区、镇北社区、进贤村、香山前村、寅巳塘村、宅芝甸村、杨司江村、梅塘口村、周家村、楚江圩村、渣里口村、飞跃村、东塘庙村、武塘村、高桥头村、五口井村、良木铺村、春光村、阳甸村、中间庙村、新田前村、油榨头村、潇湘庙村、蔡家埠村、千世头村、巴洲村、长塘角村、石木冲村、岚角山村、保方寺村、官禄塘村和庆桥村。